# 波波湖 (密歇根州)
波波湖（英語：Paw Paw Lake）是位於美國密歇根州貝林縣的一個普查規定居民點。

## 人口
根據2020年美國人口普查的數據，波波湖的面積為17.59平方千米，當中陸地面積為13.29平方千米，而水域面積為4.29平方千米。當地共有人口3323人，而人口密度為每平方千米188.91人。